# 7048 Chaussidon
A 7048 Chaussidon (ideiglenes jelöléssel 1981 EH34) a Naprendszer kisbolygóövében található aszteroida. Schelte J. Bus fedezte fel 1981. március 2-án.